# Kaptajn Sabeltand
Kaptajn Sabeltand (norsk: Kaptein Sabeltann) er en fiktiv norsk pirat, der er opdigtet af den norske forfatter Terje Formoe. Kaptajn Sabeltand blev første gang sat op som sommerforestilling i Kristiansand dyrepark i 1990, og har siden optrådt i forskellige teaterstykker, film, tv-serier, tegneserier, musik og bøger, der alle er rettet mod mindre børn.
Historierne handler om Kaptajn Sabeltand, der er leder for en gruppe pirater, som sejler afsted på eventyr sammen på skibet Den Sorte Dame. Blandt de andre pirater er Pelle Pirat, en tyk og klodset mand, Mini (eller Pinky på norsk), en ung pirat der kæmper for at få anerkendelse fra de andre. Derudover er der Røde Ruben, en tidligere sømand, der bor sammen med Tante Bassa i Kjuttavika. Han vil gerne være en ærlig og fredelig mand, men er manisk interesseret i guld og juveler. Parret driver en kro sammen med deres niece Veronika (Sunniva på norsk). Veronika og Mini bliver venner.

## Personer
- Kaptajn Sabeltand
- Langemand
- Mini (På norsk kaldet Pinky)
- Pelle
- Wimp (På norsk kaldet Pysa)
- Benjamin
- Skalken

## Udgivelser

### Bøger
- 1993: Kaptein Sabeltann og 40 andre sanger, sangbog
- 1993: Kaptein Sabeltann og gutten som ville bli sjørøver, illustreret af Gro Vik Fiadu og Morten Myklebust
- 1994: Kaptein Sabeltann og jakten på sultanens skatt!, illustreret af Morten Myklebust
- 1994: Kaptein Sabeltann lukter gull
- 1995: Kaptein Sabeltann og Joachim : på eventyr med Den sorte dame, bildebok illustreret af Morten Myklebust
- 1995: Kaptein Sabeltann : hvor er nøkkelen? : en myldrebok, idé, tekst og tegninger af Egil Nyhus
- 1996: Kaptein Sabeltanns store sangbok, illustrert av Egil Nyhus
- 2001: Kaptein Sabeltann og heksegryta, wimmelbilderbuch med idé, tekst og tegninger af Egil Nyhus
- 2002: Pinky blir en av Kaptein sabeltanns menn
- 2003: Kaptein Sabeltann og Pinky på tokt med Den sorte dame, billedbog illustreret af Egil Nyhus
- 2005: Kaptein Sabeltann og Pinky på skattejakt i Kjuttaviga, billedbog illustreret af Egil Nyhus
- 2005: Kaptein Sabeltanns sangbok: Hiv o'hoi snart er skatten vår!, illustreret af Egil Nyhus
- 2007: Kaptein Sabeltanns sangbok 2 : Kongen på havet
- 2008: Kaptein Sabeltann pekebok, illustrert af Egil Nyhus
- 2008: Terje Formoe/Egil Nyhus: Kapteins Sabeltanns 10 MYNTER AV GULL – Norges første pop-op-bog
- 2009: Terje Formoe/Egil Nyhus: Miriams forheksede hus – myldrebok med luger
- 2009: Formoe/Nyhus: Kaptein Sabeltann og bokstavjakten - en alfabetbog
- 2010: Pinky og Sunniva i Kaptein Sabeltanns Verden
- 2011: Kaptein Sabeltann og Pinky på den forheksede øya
- 2012: Kaptein Sabeltann, Pinky og Ravn i Abra Havn - bog om den tredje episode fra tv-serien "Kaptein Sabeltann-kongen på havet"
- 2013: Kaptein Sabeltann og blindpassasjerene - bog om den første episode fra TV-serien
- 2012: Formoe/Nyhus: Kaptein Sabeltanns puslespilsbog
- 2013: Kaptein Sabeltann og heksegryta - genudgivet med klistermærker
- 2013: Formoe/Nyhus: Min første bok om Kaptein Sabeltann
- 2013: Formoe/Nyhus: Kaptein Sabeltann - Den Sorte Dame
- 2014: Formoe/Nyhus: Kaptein Sabeltann og skattekartet
- 2014: Formoe/Nyhus: Kaptein Sabeltann - to sanger og åtte kjente sanger

### Tegneserier og blader (udvalg)
- 1994: Kaptein Sabeltann og jakten på sultanens skatt!, illustreret af Morten Myklebust, udgivet med nyt omslag, julen 2006
- 2000–2005: Kaptein Sabeltann aktivitetsblad, fire udgivelser i året, opgaver og tegninger blandt andet af Egil Nyhus og Asbjørn Tønnesen
- Kaptein Sabletanns adventskalendere, årlige udgivelser fra omkring 2003
- 2006: Kaptein Sabletanns verden, månedlig blad med fast tegneserie skrevet av Dag E. Kolstad og tegnet av Arild Midthun, Asbjørn Tønnesen og Jimmy Wallin
- 2014: To blader med tema fra "Kaptein Sabeltann og skatten i Lama Rama

### Spil
- 1997: Kaptein Sabeltann og den store ildprøven, CD-rom, regi ved Simen Svale Skogsrud
- 2004: Kaptein Sabeltann, CD-rom, produseret af Artplant AS, udgivet af Pan Vision i Stockholm, baseret på Terje Formoes figurer
- 2007: Kaptein Sabeltann og grusomme Gabriels forbannelse, CD-rom, produceret af Artplant AS, udgivet af NSD.
- 2011: Kaptein Sabeltann og ildprøvene, Nintendo DS, produseret af Ravn Studio AS, udgivelsesdato 1. juli.
- 2014: Kaptein Sabeltann på nye tokt, iPhone/iPad, produceret af Ravn Studio AS.
- 2021: Kaptein Sabeltann og den magiske diamant, Steam og Switch, produceret i samarbejde mellem Ravn Studio, Terje Formoe, Rock Pocket og Qvisten Animation, udgivelsesdato 19. august.